# Relaciones India-Reino Unido

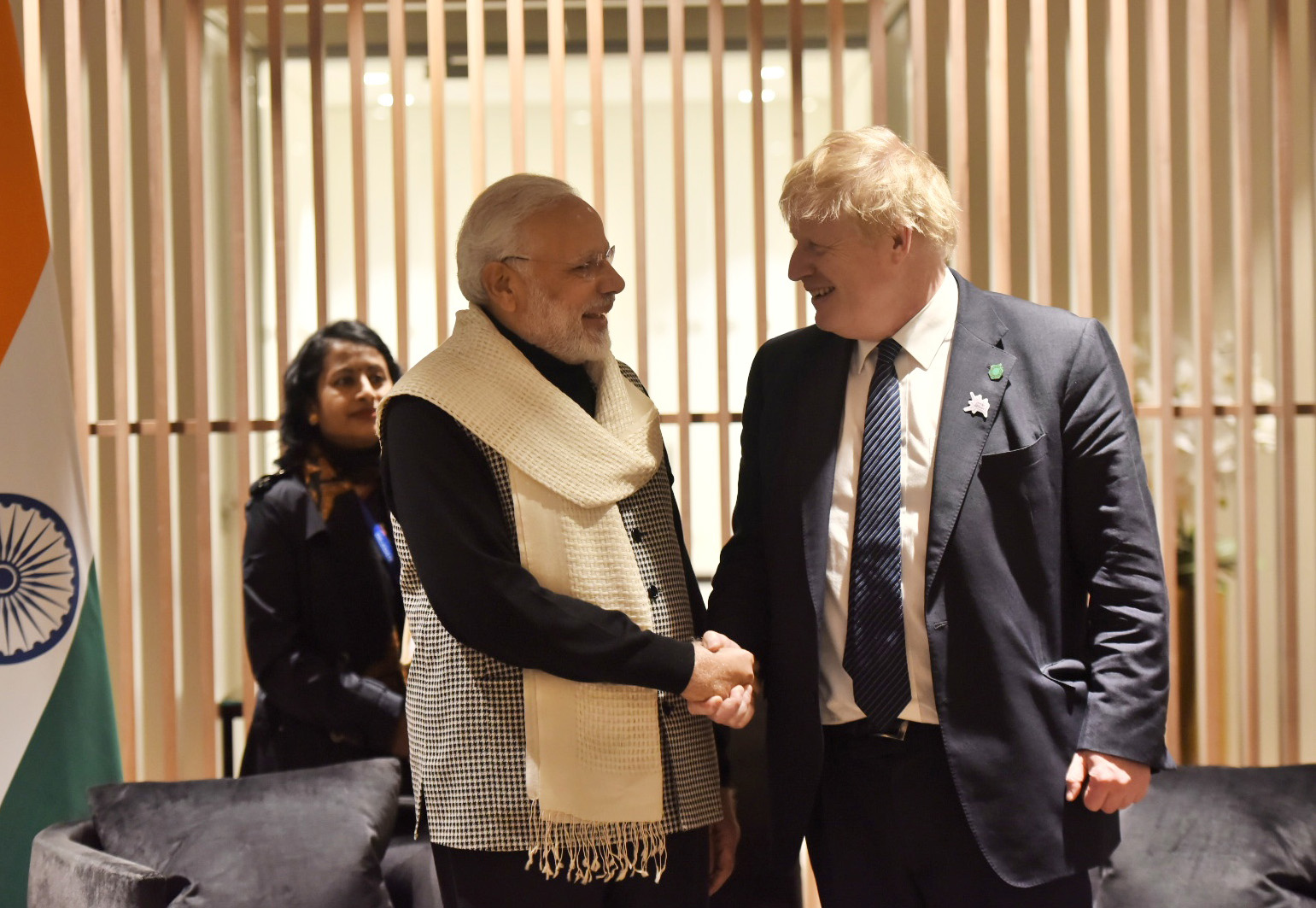
El entonces-secretario de Asuntos Exteriores británico Boris Johnson (derecha) y el primer ministro indio Narendra Modi (izquierda), en Londres; 17 de abril de 2018.

Las relaciones India-Reino Unido, o también conocidas como relaciones indo-británicas o anglo-indias, son las relaciones internacionales llevadas a cabo entre la República de la India y el Reino Unido de Gran Bretaña e Irlanda del Norte. India tiene una alta comisión en Londres y dos consulados generales en Birmingham y Edimburgo. El Reino Unido tiene una Alta Comisión en Nueva Delhi y cinco altas comisiones adjuntas en Bombay, Ahmedabad, Chennai, Bangalore, Hyderabad y Calcuta. Ambos países son miembros de pleno derecho de la Mancomunidad de Naciones.
El Reino Unido tiene una población india de más de 1,5 millones de personas. El entonces primer ministro del Reino Unido David Cameron describió las relaciones indio-británicas como la "Nueva Relación especial" en 2010.

## Historia

### Prehistoria y primeras referencias históricas
Las evidencias arqueológicas de la edad de hierro Poole Harbour, Dorset indican que Durotriges tenía relaciones comerciales que se extendían desde Gran Bretaña hasta la India.
La Crónicas anglosajonas del año 883 d. C. hace referencia a que Rey Alfredo de Wessex envió una limosna al santuario de Santo Tomás en la India.

### Compañía de las Indias Orientales (1600–1857)

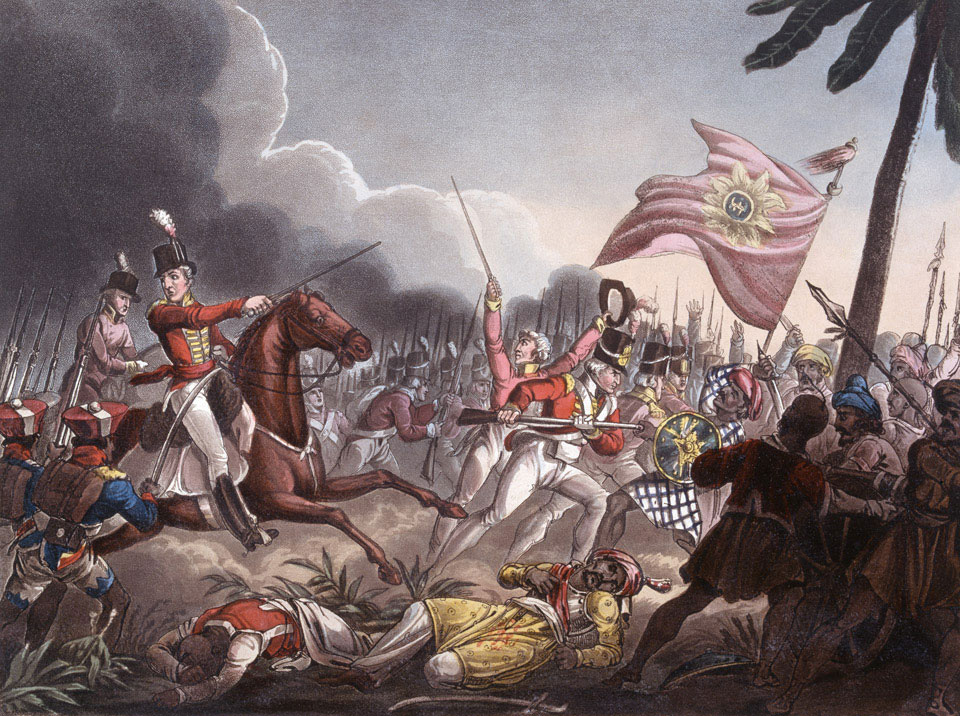
El general de división Wellesley al mando de sus tropas en la batalla de Assaye en 1803

El comercio se inició entre la Inglaterra de los Tudor y el India mogol en 1600 cuando Isabel I concedió a la recién creada Compañía de las Indias Orientales una carta real y el envío de regalos a la corte mogol del emperador Akbar el Grande. Durante el siglo XVIII, la Compañía de las Indias Orientales comenzó a ganar mayor influencia en la India. La batalla de Plassey en 1757 llevó a la conquista de Bengala mientras que para 1857, tras varios tratados y guerras con reinos indios (como las Guerras Anglo-Mysore con Tipu Sultan, las Guerras anglo-maratha y tanto la Primera como la Segunda Guerra Anglo-Sikh), la Compañía de las Indias Orientales controlaba la mayor parte del subcontinente indio.  Tras la Rebelión india de 1857, en la que los sepoy indios se rebelaron contra sus oficiales británicos, la Compañía de las Indias Orientales fue disuelta al año siguiente. Los activos de la Compañía Británica de las Indias Orientales llegaron a ser tan grandes que el gobierno británico decidió intervenir. La India sirvió de base principal para la expansión del Imperio Británico por Asia y seguiría siendo la colonia más importante del imperio y la principal fuente de ingresos, así como de soldados, hasta la independencia. La reina Victoria se convirtió en emperatriz de la India en 1876. De ser un pequeño puesto comercial, la India se convirtió en la joya de la Corona británica.

### Raj Británico (1858–1947)

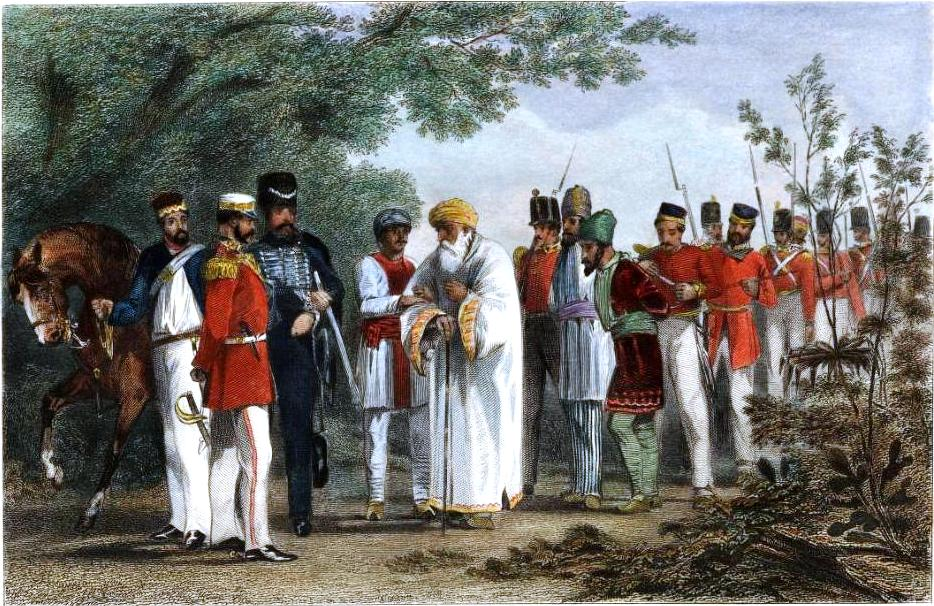
Captura del último emperador mogol Bahadur Shah Zafar y sus hijos por William Hodson en 1857

En 1858, el Gobierno británico se hizo con el control de los territorios y los tratados de la antigua Compañía de las Indias Orientales. En 1876, la zona, que incluía la India moderna, Pakistán y Bangladés, se convirtió en "el Imperio de la India" (a menudo conocido históricamente como el "Raj británico") con la proclamación de la monarca británica, la reina Victoria, como "emperatriz de la India" (título que mantuvieron sus sucesores hasta 1947). El Ejército Británico de la India se estableció y ayudó a Gran Bretaña en muchas guerras, entre las que se incluyen la Guerra Anglo-Afgana, la Guerra Anglo-Gurkha, las Guerras Anglo-Birmanas, la Primera y la segunda guerra del Opio, y ambas Guerras Mundiales.

### Fin del dominio británico

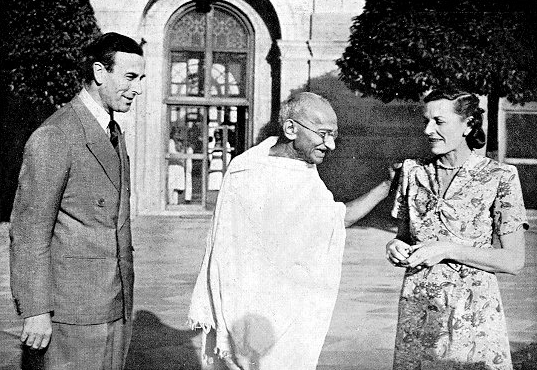
Mahatma Gandhi in 1947, with Lord Louis Mountbatten, Britain's last Viceroy of India

El movimiento independentista indio cobró fuerza tras las múltiples hambrunas de la India y la rebelión de la India de 1857. La oposición al dominio británico aumentó, donde la ideología de la satyagraha o la no violencia fue llevada a su máxima expresión por Gandhiji, mientras que por otro lado la "autodefensa" o revolución armada abrazada por nacionalistas como Bhagat Singh y Netaji Subhash Chandra Bose, finalmente condujo a la disolución del Raj británico y a la independencia de la India el 15 de agosto de 1947.  Sin embargo, el fin del Raj también dio lugar a la Partición de la India y el establecimiento de dos nuevas entidades, el Dominio de Pakistán (que incluía la provincia de Bengala Oriental que más tarde lograría la independencia como Bangladés) y el Dominio de la India.

### Dominio de la India (1947–1950)
La independencia llegó en 1947 con la partición de la India en los dominios de India y Pakistán, dentro de la Mancomunidad de Naciones. El rey Jorge VI, que como monarca británico había sido "emperador de la India", abandonó este título en 1947, y ejerció como jefe de Estado ceremonial de la India como "rey de la India" (de la misma manera, también ejerció como "rey de Pakistán"). En 1950, la India se convirtió en una república y se rompió el vínculo con la Corona británica.
El Dominio formaba parte del Área de Sterling (la República de la India se marchó finalmente en 1966).

### República de India (desde 1950)
India decidió permanecer en la Mancomunidad de Naciones tras convertirse en República. Desde entonces, tanto Gran Bretaña como India han seguido caminos diplomáticos bastante divergentes.
En particular, India se convirtió en una fuerza importante dentro del Movimiento de Países No Alineados, que inicialmente trató de evitar tomar partido durante la Guerra Fría. Esto contrastaba con la posición de Gran Bretaña como miembro fundador de la OTAN, y aliado clave de Estados Unidos.
Después de convertirse en república, la Reina Isabel II ha visitado la India en tres ocasiones. La primera en 1961, luego en 1983 y por último en 1997.

## Economía
India es el segundo mayor inversor extranjero en el Reino Unido. Mientras que el Reino Unido ocupa el puesto 18 como socio comercial de la India y el tercero después de Mauricio y Singapur como inversor en la India. Existen numerosos acuerdos comerciales bilaterales entre ambas naciones destinados a reforzar los vínculos. Por ejemplo, en 2005 se inauguró en Nueva Delhi el Comité Económico y Comercial Conjunto (JETCO), destinado a impulsar las inversiones bilaterales.
El crecimiento de las empresas multinacionales de India contribuyó en gran medida a los negocios y la economía de Reino Unido[cita requerida]. A partir de 2019, las empresas indias en el Reino Unido generaron más de 48.000 millones de libras. Además, han empleado a más de 105.000 personas en el Reino Unido. Sólo el Grupo Tata empleó a más de 63.760 personas en el Reino Unido. Este tipo de fenómeno, en el que países no occidentales impactan en Occidente, ha sido comentado por el sociólogo Anthony Giddens como "colonialismo inverso".
En una cena celebrada el 15 de agosto de 2017, con motivo de los 70 años de la independencia de la India, el ministro de Asuntos Exteriores del Reino Unido, Boris Johnson, dijo: "En el Reino Unido somos los beneficiarios del colonialismo inverso". Johnson dijo que el coche Jaguar fabricado en Castle Bromwich y exportado de nuevo a India "en cantidades cada vez mayores" encarnaba la "inversión del papel comercial" entre India y el Reino Unido.
El gobierno británico ha elegido a India como uno de sus socios comerciales más influyentes porque es una de las "economías de más rápido crecimiento del mundo". En 2013, Cameron formó la mayor delegación comercial al acoger a más de 100 representantes, que iban desde corporaciones multinacionales, empresas medianas y pequeñas, y universidades hasta India. En comparación con la misión comercial de 2010, el Reino Unido y la India negociaron duplicar el volumen comercial para 2015. Tras la delegación comercial, las exportaciones totales de bienes y servicios del Reino Unido a la India aumentaron un 14% de enero a septiembre de 2013. Entre el 6 y el 8 de noviembre de 2016, la entonces primera ministra británica Theresa May visitó India en un viaje bilateral. El tema clave de las discusiones fue el plan de May para las relaciones post-Brexit con India. La discusión sobre un posible acuerdo de libre comercio también está en la agenda. Según un portavoz del MEA (Ministerio de Asuntos Exteriores de la India), hay "un margen sustancial para seguir reforzando la cooperación bilateral en toda una serie de sectores, como la ciencia y la tecnología, las finanzas, el comercio y la inversión, y la defensa y la seguridad."
Tras una reunión entre el ministro de Finanzas Arun Jaitley y el ministro de Hacienda, Philip Hammond, en el noveno diálogo económico y financiero entre el Reino Unido y la India, Jaitley anunció que ambos países habían acordado discutir un acuerdo bilateral de libre comercio. Sin embargo, Jaitley declaró que el diálogo formal sobre el acuerdo solo comenzaría después del Brexit.
En septiembre de 2017, el Alto Comisionado de la India en el Reino Unido, con el apoyo del Consejo Empresarial de la India del Reino Unido, anunció el programa Access India, un plan único creado para ayudar a muchas más pymes británicas a exportar a la India. Mientras que muchas grandes empresas británicas tienen presencia en la India, las pequeñas y medianas empresas británicas no la tienen. La India espera que el programa Access to India no sólo anime a las PYME británicas a exportar a la India, sino que también las inspire a fabricar en la India, cumpliendo los objetivos de la iniciativa "Make in India".
El Reino Unido y la India han mantenido una estrecha relación bilateral, históricamente y sobre una base cada vez más amplia.

## Educación
Muchos estudiantes indios han ido al Reino Unido para alcanzar niveles de educación superior. De 2004 a 2009, el número de indios que estudian en el Reino Unido se duplicó, pasando de 10.000 a más de 20.000. En 2009, India era uno de los diez principales países que enviaban estudiantes al Reino Unido. Como el número de estudiantes creció, el gobierno británico y el gobierno indio acordaron cooperar.
Durante la cumbre Reino Unido-India de 2010, el primer ministro del Reino Unido y de la India llegaron a un acuerdo para apoyar la educación mediante la puesta en marcha de la Iniciativa de Educación e Investigación de la India (UKIERI). En esta cumbre, Cameron declaró que "la educación es un área en la que India y el Reino Unido podrían poner en común algunas de las ventajas en beneficio mutuo". Continuó afirmando que una mayor calidad de la educación llevaría a ofrecer oportunidades a todos, fomentando así el crecimiento económico y la superación de la pobreza para India. Sin embargo, tras su aplicación, el número de estudiantes indios que estudian en el Reino Unido no aumentó como esperaban ambos gobiernos.
En 2010, la entonces Ministra del Interior Theresa May anunció una ley de inmigración más estricta. Esto incluía normas más restrictivas para los estudiantes internacionales. Los estudiantes se vieron obligados a regresar a su país de origen tras obtener su título. Desde la ley de inmigración, se ha producido un descenso del 25% en el número de estudiantes de primer año procedentes de la India durante el año 2012-2013.
La acción de Theresa May ha sido criticada por personas como el historiador Edward Acton. Acton declaró que esta acción está "carnicería" la amistad anglo-india porque está "tratando a los estudiantes universitarios como inmigrantes." El continuo descenso en el número de estudiantes internacionales, incluidos los indios, se ha convertido en algo controvertido. Líderes empresariales como James Dyson han comentado que obligar a los estudiantes internacionales a regresar a su país de origen puede ser perjudicial para la economía británica a largo plazo.
En marzo de 2015, Phillip Hammond declaró durante una entrevista con DD News que la política de Theresa May había sido cancelada. Desde 2015, los estudiantes indios pueden permanecer en el Reino Unido durante seis meses después de su graduación.
Boris Johnson dijo a Times of India en 2017 que "el número de estudiantes indios en el Reino Unido sigue aumentando. Nuestras cifras más recientes muestran un aumento del 10% en los estudiantes indios que obtienen visados, y el 91% de estas solicitudes tienen éxito. Queremos que los mejores y más brillantes estudiantes indios asistan a nuestras grandes universidades; no hay límite al número de auténticos estudiantes indios que pueden estudiar en Gran Bretaña", dijo en la entrevista.

## Política

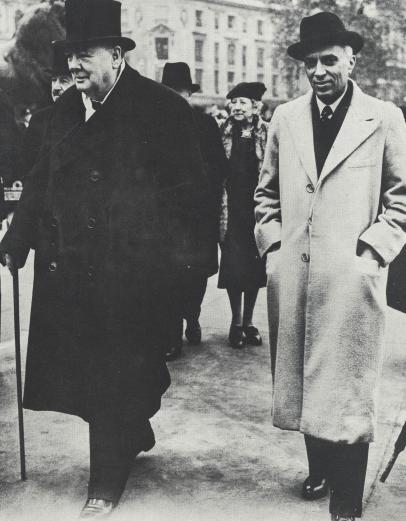
Jawaharlal Nehru con Winston Churchill, Londres, octubre de 1948

Desde el punto de vista político, las relaciones entre la India y el Reino Unido se producen principalmente a través de las organizaciones multilaterales de las que ambos son miembros, como la Mancomunidad de Naciones, la Organización Mundial del Comercio y el Banco Asiático de Desarrollo.
Tres presidentes de la India han realizado visitas de Estado al Reino Unido: Sarvepalli Radhakrishnan en junio de 1963, Ramaswamy Venkataraman en octubre de 1990, y Pratibha Patil en 2009.
Isabel II del Reino Unido realizó visitas de Estado a la India en noviembre de 1963, abril de 1990 y octubre de 1997.
El primer ministro Manmohan Singh visitó el Reino Unido en 2006.
Tras convertirse en primer ministro del Reino Unido, Cameron se implicó activamente en la mejora de la relación indio-británica en varias dimensiones, como "los negocios, la seguridad energética, el cambio climático, la educación, la investigación, la seguridad y la defensa, y las relaciones internacionales." Su esfuerzo pudo verse en sus visitas políticas en la India del 18 al 20 de febrero de 2013 y el 14 de noviembre de 2013. Tras su visita, otros políticos como el ex secretario de Asuntos Exteriores del Reino Unido William Hague y el entonces ministro de Hacienda George Osborne visitaron la India para cumplir una misión comercial en julio de 2014. Durante su visita, Osborne anunció que se erigiría una estatua de Gandhi en la Parliament Square de Londres para conmemorar el centenario del regreso de Gandhi a la India desde Sudáfrica. Al inaugurar la estatua el 14 de marzo de 2015, Cameron declaró que "nuestros lazos con la India se han mantenido estrechos a lo largo de la historia y siguen fortaleciéndose, a través del respeto mutuo como iguales, de la cooperación, del comercio y, por supuesto, del millón y medio de diásporas indias que viven hoy en Gran Bretaña y que acercan a nuestras dos naciones, en beneficio de ambas." Además, comentó que la estatua "enriquecerá el firme vínculo de amistad entre la democracia más antigua del mundo y la más grande"."

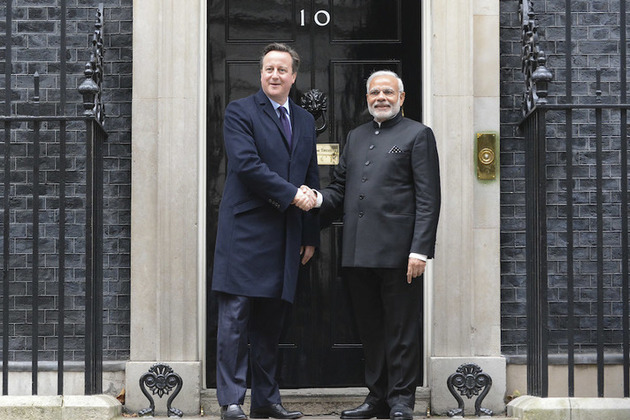
David Cameron recibe al primer ministro indio Narendra Modi en Downing Street para mantener conversaciones bilaterales, 12 de noviembre de 2015

En cuanto a las fuerzas políticas que impulsan el desarrollo económico, las potencias occidentales consideran a la India como un caso de estudio que contrasta el crecimiento dirigido por la democracia y el crecimiento dirigido por el Estado, este último ha sido el modus operandi de la China.
El primer ministro Narendra Modi visitó el Reino Unido del 12 al 16 de noviembre de 2015. Durante la visita, Modi se convirtió en el primer primer ministro indio en dirigirse al Parlamento británico. The Times of India informó de que agentes del Mossad y del MI5 estaban protegiendo al primer ministro Narendra Modi, que se dirigía a la Cumbre del G-20 de 2015 en Antalya (Turquía). El periódico informaba de que los agentes habían sido llamados para dar cobertura adicional al dispositivo de seguridad de Modi, compuesto por el Grupo de Protección Especial de la India y agentes secretos de la RAW y el IB, a raíz de los atentados de París de noviembre de 2015.
La primera ministra Theresa May visitó la India el 6 de noviembre de 2016 en su primera visita bilateral a un país no europeo desde que fue nombrada primera ministra. Al explicar la decisión, May dijo: "Es [la visita] importante ahora más que nunca. La India es la economía principal de más rápido crecimiento". May ya se había referido a la India como un "socio estratégico clave" tras la votación de Gran Bretaña para abandonar la Unión Europea. Le acompañaban el secretario de Comercio, Liam Fox, y una delegación de 33 empresarios que pretendían impulsar el comercio y la inversión entre la India y el Reino Unido.
En una cena celebrada para conmemorar los 70 años de la independencia de la India y los 70 años de la Asociación de Periodistas Indios, el 15 de agosto de 2017, el ministro de Asuntos Exteriores del Reino Unido, Boris Johnson, dijo: "En el Reino Unido somos los beneficiarios del colonialismo inverso". Puso como ejemplo el coche Jaguar fabricado en Castle Bromwich y exportado de nuevo a la India, así como los aviones Hawk que fabrican BAE Systems y Hindustan Aeronautics Limited. Del Jaguar, dijo que el coche encarnaba "la inversión del papel comercial" entre India y el Reino Unido.
En la misma cena, el ministro de Asuntos Exteriores del Reino Unido, Boris Johnson, dijo que el Reino Unido estaba trabajando "cada vez más estrechamente" con la India para llevar la paz y la estabilidad a la región de Asia-Pacífico, que el Reino Unido estaba cooperando cada vez más en el intercambio de inteligencia con la India y que no dudaba en compartir tecnologías avanzadas con la India.
En 2017 Times of India informó de que Boris Johnson dijo que en el primer semestre del año Gran Bretaña concedió casi 500.000 visados a indios, un aumento del 8% respecto al año anterior. "Gran Bretaña emite más visados a los indios que cualquier otro país del mundo, aparte de China".
Tras una resolución aprobada por el Partido Laborista, que intentaba internacionalizar la cuestión de Cachemira en septiembre de 2019, la Alta Comisión de la India en Londres decidió boicotear al partido y sus actos, mientras que asistió a los eventos organizados por el Partido Conservador-afiliado a Amigos Conservadores de la India. El Partido Laborista ha sido históricamente el partido preferido por muchos indios británicos, pero ha perdido apoyo en favor de los conservadores en las últimas elecciones.
El primer ministro Boris Johnson aceptó la invitación al Día de la República de la India en 2021, sin embargo, posteriormente canceló su itinerario debido a la pandemia de COVID-19 en el Reino Unido.
Boris Johnson también había visitado Ahmedabad, Guyarat, en la India, en abril de 2022.
Según una encuesta de 2014 del Servicio Mundial de la BBC, el 43% de los indios ve la influencia del Reino Unido como positiva y el 27% como negativa. Del mismo modo, el 45% de los británicos ve la India de forma positiva y el 46% de forma negativa.

### 2017 Reino Unido-India: Año de la cultura

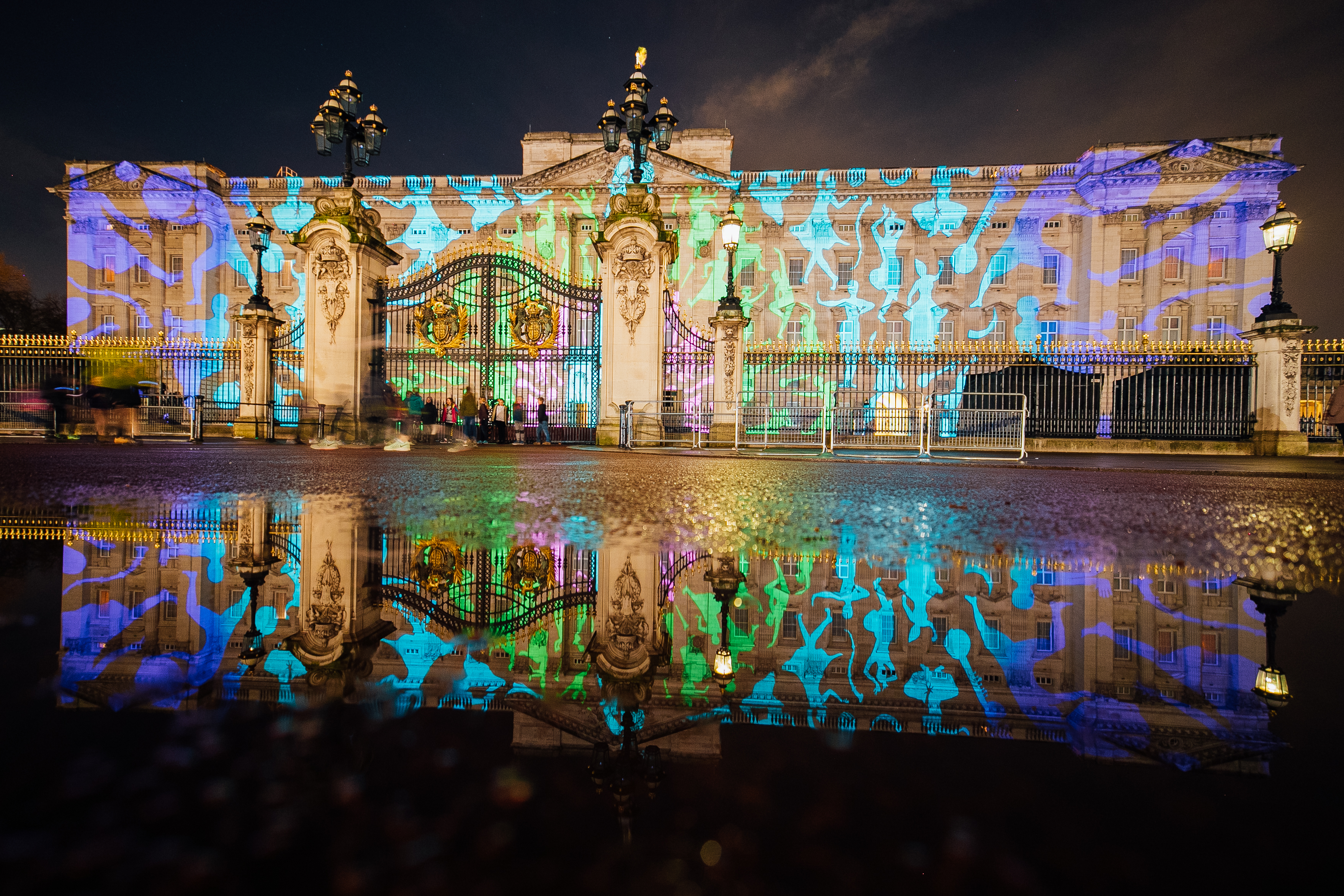
Lanzamiento oficial del año de la cultura UK-India.

La reina acogió el lanzamiento oficial del Año de la Cultura de la India en el Reino Unido el 27 de febrero de 2017 en el Palacio de Buckingham con el ministro de Finanzas indio Arun Jaitley en representación del primer ministro Narendra Modi. El British Council colaboró con el Palacio y la empresa británica-india Studio Carrom para proyectar un pavo real, el ave nacional de la India, en la fachada del Palacio de Buckingham.
El programa para el año fue anunciado por el ministro de Estado del Reino Unido para la Digitalización y la Cultura Rt Hon Matt Hancock, el alto comisionado de la India en el Reino Unido HE Mr Sinha y el vicepresidente del British Council Rt Hon Baroness Prashar CBE PC, en el British Film Institute el 28 de febrero de 2017. El programa incluye una exposición del Museo Británico y del Chhatrapati Shivaji Maharaj Vastu Sangrahalaya de Mumbai, la primera exposición sobre innovación india en el Museo de Ciencias de Londres del Reino Unido, y la restauración de la película india de 1928, Shiraz, por el British Film Institute con una nueva partitura del músico británico-indio Anoushka Shankar.

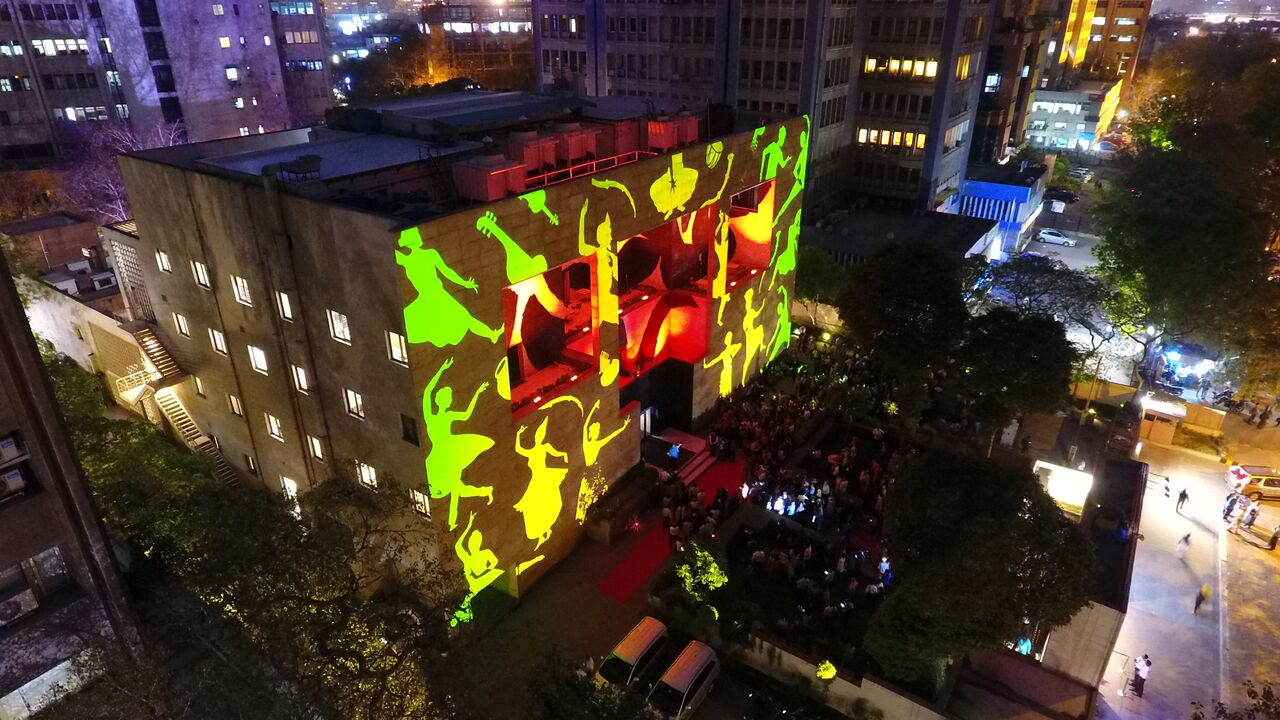
British Council Delhi Lanzamiento de Mix The City Delhi, 6 de abril de 2017

El British Council inauguró el Año de la Cultura en la India el 6 de abril de 2017 proyectando elementos del pavo real de Buckingham Palace Studio Carrom en el edificio del British Council Delhi y lanzando una app musical interactiva Mix the City Delhi.